# Revistas beefcake

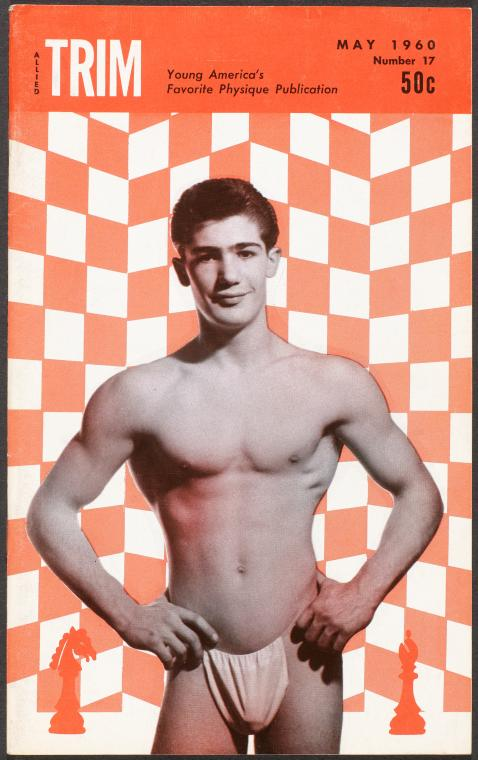
Portada de la revista TRIM #17 (mayo de 1960).

Las revistas beefcake (traducido del inglés como pastel de carne) eran un tipo de revistas que se publicaban en Estados Unidos entre los años 1950 y 1960 que mostraban fotografías de hombres jóvenes, guapos y musculosos en poses atléticas y semidesnudos, usualmente en ropa interior o atuendos escénicos. Aunque su público principal eran hombres homosexuales, hasta comienzos de los años 1960 se presentaban como si fueran revistas destinadas a promover el fisicoculturismo y la salud, por lo que los modelos solían mostrarse semidesnudos haciendo ejercicio, capturados en tomas glamour que resaltaban su musculatura y ocultaban sus genitales. Esto era debido al ambiente socialmente conservador y homofóbico de la época, en la que las leyes de censura no permitían la circulación abierta de pornografía homosexual explícita, por lo que este tipo de revistas se consideran un antecedente histórico de la pornografía gay.

## Etimología
En el argot estadounidense de inicios del siglo XX se llamaba beefcake a un hombre de somatotipo mesomorfo y complexión musculosa. Dicha descripción correspondía a las características de los modelos fotografiados para estas revistas, quienes eran practicantes del fisicoculturismo y el fitness. En su contraparte, se conoce como cheesecake (traducido del inglés como pastel de queso) a una mujer atractiva, usualmente modelos y actrices que eran fotografiadas para el contenido de revistas para caballeros de inicios de siglo XX.. En el fisicoculturismo se conoce como physique (traducido del francés como físico) a la estructura corporal, antropometría, somatotipo y simetría de una persona que practica esta disciplina, por lo que eran frecuentemente llamadas physique magazines y  ocasionalmente incorporaban dicha palabra en sus títulos, siendo la más popular Physique Pictorial de Bob Mizer.

## Concepto
La fotografía glamour es un género de la fotografía erótica que se caracteriza por retratar la figura humana de forma erótica o sensual. Se conoce simplemente como cheesecake a la fotografía glamour que retrata mujeres y como beefcake a la que retrata hombres. El concepto principal de este tipo de fotografía es la presentación de un modelo físicamente atractivo que es retratado en poses eróticas, semidesnudo o desnudo, usualmente sin retratar los genitales, pues se considera a este tipo de fotografía como una composición esencialmente erótica y no pornográfica. El no mostrar explícitamente los genitales para obedecer a las leyes de censura de la época, que aplicaban tanto a la pornografía heterosexual como a la homosexual, permitió la circulación de este tipo de revistas por varias décadas. Utilizando el pretexto de ser revistas de fisicoculturismo y promoción de la salud, fue como se introdujo su comercialización, y permitieron a los consumidores homosexuales adquirir material semi-pornográfico ante la vista abierta de la sociedad sin ser juzgados. Las revistas eran vendidas por algunos centavos en puestos de revistas, librerías y farmacias, contenían pocas páginas y usualmente, en sus inicios, eran impresas en offset en blanco y negro.
Usualmente junto a la fotografía del modelo (joven, guapo y atlético), contenían descripciones detalladas de la rutina de ejercicios y medidas de dicho modelo; así como un perfil con su nombre, su profesión, su edad y sus intereses para alimentar la fantasía del consumidor. Bob Mizer, en su publicación Physique Pictorial, incluía en cada perfil de sus modelos (frecuentemente protégés o amantes del mismo Bob Mizer) un símbolo secreto que representaba la orientación sexual; así el consumidor sabría si el modelo era heterosexual, bisexual u homosexual. Entre las páginas también se incluían historias de ficción, relatos de guerra, consejos para el desempeño sexual, rutinas de ejercicios e ilustraciones que eran utilizadas para exaltar la masculinidad de la publicación, de manera similar a las revistas de caballeros como Gentlemen's Quarterly, así también como en publicaciones del tipo Men's Adventure. Entre las páginas de estas revistas también se incluía publicidad para ventas de tipo direct-response mail-order; en la que se incluía el número de los editores o los distribuidores para la compra de números adicionales, material original, copias firmadas por el fotógrafo, o ropa exterior e interior «para atletas» similar a la que usaban los modelos en la publicación, para ser enviada por correo a la casa del consumidor de manera discreta.
Los modelos posaban frecuentemente en ropa interior o desnudos, pero ocultando sus genitales, realizando distintas poses atléticas, luchando con otros modelos semidesnudos, haciendo ejercicio o en tomas que los hicieran parecer más naturales y carismáticos. La ropa interior utilizada por los modelos eran trusas, suspensorios o tangas de hilo dental para exponer las nalgas del modelo. En diversas publicaciones era común ver la posing straps, una tanga de hilo dental fabricada por el mismo fotógrafo que se componía un crotch holgado que dejaba marcar los genitales y de hilos muy delgados en el elástico de la cintura y el hilo que recorre las nalgas, a fin de dejar la mayor cantidad posible de piel expuesta. Algunos fotógrafos incluían detalles artísticos a su fotografía mediante la utilización de atuendos escénicos y props con distintos temas como la mitología griega o la estética biker.
También se incluían ilustraciones realizadas por artistas homosexuales como Tom of Finland o George Quaintance para ilustrar las historias que se incluían en la revista, usualmente representando hombres atléticos con genitales desproporcionados y nalgas marcadas. Dichos artistas frecuentemente incluían personajes con distintos atuendos como vaqueros, marineros, leathermen, motociclistas, trabajadores de la construcción, demonios y dioses griegos, como una expresión de las fantasías personales del autor, que también alimentaban las fantasías del consumidor.

## Historia

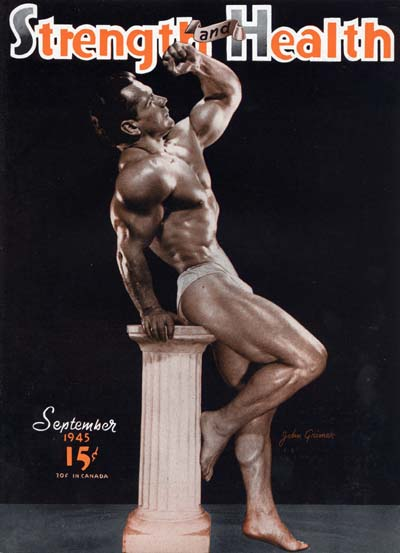
Portada de la revista Strenght and Health (1945) con el fisicoculturista John Grimek, revista producida por los organizadores del concurso Mr. America.

Durante la segunda mitad del siglo XIX surge la fascinación por el fisicoculturismo y la cultura de la salud en Estados Unidos de América. La Young Men's Christian Association, aunque fundada en Reino Unido en 1844, se establece en América en el año 1851, impulsando programas atléticos de gimnasia y la competitividad en los deportes de equipo a lo largo de las instituciones públicas del país. Las instituciones educativas de Estados Unidos incorporaron a finales del siglo XIX la materia de educación física dentro de su programa académico para la promoción de la salud entre sus estudiantes varones. En 1906 se funda la National Collegiate Athletic Association, lo que significó un mayor estímulo en la educación física en los estudiantes de colegios y universidades, promoviendo un aumento en la popularidad de diversos deportes y la cultura física, significando un gran orgullo nacional por los programas atléticos y becas deportivas para sus estudiantes. Después de la Primera Guerra Mundial el Gobierno de los Estados Unidos de América retoma el interés por los programas de educación física entre la población de varones jóvenes por sus ambiciones para el fortalecimiento de su armada para la preparación para guerras vecinas, perdurando hasta la década de los 60's con el advenimiento de las guerras contra el Bloque Soviético. En la misma época se vuelven populares todo tipo de remedios, aparatos, rutinas y medicamentos publicitados para la disminución de peso y la ganancia de masa muscular, publicitados dentro de las páginas de revistas, cómics y libros pulp.
En la década de los 30's la imagen de fisicoculturista invencible fue adoptada por infinidad de superhéroes de los cómics y demás personajes de la cultura popular, fortaleciendo el ideal de un cuerpo musculoso entre los jóvenes americanos de la primera mitad del siglo XX. El interés generalizado por una población de hombres jóvenes saludables y atléticos permitió la aparición de revistas dedicadas al fisicoculturismo en los años 1930, las cuales no eran producidas por autores homosexuales y se enfocaban únicamente en el desarrollo muscular y en el cuidado de la salud, presentando en sus páginas a fisicoculturistas de fama como Steve Reeves, Ed Fury, Charles Atlas, Mickey Hargitay, Reg Park, Bill Pearl y Clancy Ross entre los años 1930 y 1950. Las revistas de fisicoculturismo, usualmente producidas por asociaciones como la National Amateur Body-Builders' Association y concursos como Mr. America o Mr. Olympia catapultaron a la fama a algunos de sus participantes que incursionaron en el cine interpretando papeles estelares de hombres fornidos en películas del tipo Tarzánido (Películas inspiradas por Tarzán de Edgar Rice Burroughs) o del tipo espada y sandalia (películas basadas en relatos épicos de la mitología griega como Hércules y relatos bíblicos como Sansón). Las revistas de fisicoculturismo ya tenían el formato en el que se inspiraron los productores de revistas beefcake para producir su contenido, pues eran revistas de pocas páginas con fotografías estéticas que resaltan la musculatura de sus modelos.

### Era Dorada
Uno de los pioneros de este tipo de publicaciones fue Bob Mizer, un fotógrafo principiante que inició su carrera en el año de 1942 tomando fotografías a jóvenes dedicados al fisicoculturismo en su estudio en Los Ángeles, California. Con base en El Cerrito, Mizer funda su compañía Athletic Model Guild en el año de 1945, iniciando como una empresa de representación de modelos y búsqueda de nuevos talentos enfocada específicamente a la fotografía de varones de cuerpo atlético. Utilizando la fotografía instantánea para capturar la figura de sus modelos, Mizer comenzó a vender su material por medio de correo a consumidores discretos, hasta que en el año de 1947, se le acusó de distribución de material obsceno (una serie de fotografías de pequeño formato en blanco y negro de hombres posando en posing straps que la madre de Mizer confeccionaba) a expensas de los servicios postales de Estados Unidos, pues el material que retrataba el desnudo masculino era sumamente punible por su asociación con la homosexualidad y los cargos legales de sodomía. Mizer fue sentenciado con nueve meses de trabajo de campo en Saugus, California. A pesar de múltiples cargos y sentencias en múltiples ocasiones a lo largo de su carrera como fotógrafo y editor, Mizer continuó con su trabajo, publicando así la revista Physique Pictorial en el año de 1951 bajo la pretensión de ser una revista de fisicoculturismo.
Simultáneamente, e inspirados por el trabajo de Mizer, varios fotógrafos trabajaron el mismo concepto de fotografía como Alonzo Hanagan en Nueva York, Don Whitman, fundador de Western Photography Guild en Denver, Russ Warner en Oakland y Dave Martin en San Francisco. Muchos de estos fotógrafos utilizaban pseudónimos para proteger su identidad de los cargos de distribución de material obsceno, usualmente utilizando su primer nombre o apodo y el lugar de trabajo para crear su sello artístico como Douglas of Detroit y Spartan of Hollywood. Uno de los fotógrafos derivados de esta corriente fue Bruce Bellas, conocido bajo el pseudónimo artístico de Bruce of Los Angeles, fundador de la revista The Male Figure en 1956, quien inicialmente se dedicaba a ser profesor de química de secundaria hasta el año de 1947 en el que comenzó a fotografiar hombres atléticos en su estudio en Los Ángeles, California. 
Bob Mizer, bajo la marca de Athletic Model Guild (AMG), tomaba video de cada uno de los shootings de sus modelos y cada una de sus actuaciones; Mizer asignaba papeles sencillos a sus modelos para que los imporvisaran y crearan una pequeña película ambientada en su estudio en El Cerrito, California. Entre las producciones de Mizer era común el tema de la mitología griega y la estética biker, frecuentemente incorporando distintas piezas de utilería como chamarras de piel, motocicletas, columnas griegas (las cuales se repiten bastante dentro de su trabajo y el de sus contemporáneos) y atuendos de centurión romano. Otro tema frecuente en la fotografía de Mizer eran fotografías de sus modelos duchándose y exponiendo las nalgas, usualmente compartiendo la ducha con otros modelos. Aunque la mayoría de los modelos que Mizer utilizaba eran blancos, en ocasiones también utilizaba modelos afroamericanos y mexicano-americanos, llegando a fotografiar hasta 10,000 hombres diferentes en su carrera. Varios de los modelos de Mizer eran novatos del fisicoculturismo que se encontraba en los gimnasios públicos de las playas de Los Ángeles, así como prostitutos y otros fisicoculturistas de fama como Ed Fury, Glenn Corbett y Arnold Schwarzenegger.
A principios de la década de los 60's aparecieron infinidad de revistas beefcake que ya incluían portadas y páginas a completo color como Adonis, Modern Adonis, Younng Guys!, Muscleboy, Muscles, BIG, Champ, Body Beautiful, Demi-Gods y Jr., algunas también incluyendo pósteres de pequeño formato y páginas desplegables en su interior. Una de las últimas revistas de la Era Dorada marcadas por la censura fue Young Physique, publicada entre el año 1962 y el año 1967, era publicada a completo color y se caracterizó por incluir fotografías y escenografía diseñada por James Bidgood, director de cine homosexual que colaboró para diversas revistas beefcake de la época. 
En el año de 1957 la Suprema Corte de los Estados Unidos de América determina que el Hicklin Test (Un conjunto de parámetros para considerar un trabajo o material como obsceno) era inválido para la aplicación actual y que se consideraría en el caso de que el material fuese catalogado como obsceno por un estándar mayoritario y careciese de valor artístico (Caso Roth v United States). Este caso permitió la venta comercial de pornografía con calidad de arte, la cual dejaría de ser arte cuando mostrase genitales expuestos femeninos (la jurisdicción sobre el desnudo masculino como obsceno continuó hasta el año de 1962), generalmente mostrando únicamente mamas y nalgas, además de incluir producciones fotográficas escénicas para dotar al trabajo de una visión más artística y sobrepasar los parámetros del Roth Test para evitar que el trabajo fuese censurado. Este caso legal se considera el inicio del periodo semilegal de la pornografía para hombres heterosexuales conocida como Guerras Púbicas y permitiendo a revistas como Playboy continuar en el mercado en los años 1960 como revista de «fotografía artística» y artículos respetables de periodismo para «el caballero culto». En el año 1962 la Suprema Corte de los Estados Unidos de América determina, después de retener algunas revistas beefcake del título MANual del flujo postal por considerarlas obscenas y «no enviables», que el desnudo masculino debe ajustarse a los mismos parámetros de obscenidad que se aplicaban al desnudo femenino desde el año 1957 con el Roth test (MANual Enterprises v. Day), levantando así la restricción sobre el desnudo masculino sin exposición de genitales que permitió la popularidad de las revistas beefcake en los 60's, levantando poco a poco la pretensión de revista de fisicoculturismo.
Las revistas beefcake fueron objeto de crítica en el cortometraje de propaganda Perversion for Profit de 1963, una producción de Citizens for Decent Literature para negar la venta a las publicaciones eróticas, argumentando que eran material de fácil acceso para niños y adolescentes y que incitaba a la corrupción, sodomía y perversión. En el cortometraje aparecen varios ejemplares de revistas beefcake incluyendo títulos como Physique Pictorial, donde se argumenta que los adolescentes podían comprarlas como confusión creyendo que estas revistas eran para el desarrollo físico y cuidado de la salud, sin saber que era material producido por hombres homosexuales con diferentes intenciones.

### Era porno
En el año de 1973 la Suprema Corte de Justicia de los Estados Unidos de América determina que para considerar un trabajo como obsceno deberán seguirse los parámetros del Miller Test: (1) si una persona promedio, considerando estándares «de la comunidad», considera al trabajo, en su totalidad, como una obra de interés lascivo; (2) si el trabajo retrata, de manera ofensiva, actos cuya representación una ley claramente proscribe; y (3) si el trabajo, tomado en su totalidad, carece de valor desde un punto de vista literario, artístico, político o científico (Miller v California). El trabajo sería únicamente considerado obsceno cuando estos tres parámetros estuvieran presentes, lo que permitió finalmente la «legalidad de la pornografía», pues la mayoría de los trabajos cinematográficos e impresos no cumplían con estos tres parámetros. Con los nuevos parámetros para la pornografía aparecen títulos que aún conservaban el formato de revista beefcake pero ya incluían desnudo masculino explícito en sus portadas y páginas como: Butch, Golden Boys, Good Guys, Premiere, Review International, Rugged, Tiger y Times Square Stud, consideradas como los útilmos títulos beefcake antes de la Era Porno (Porno chic).
Con la intensificación de los movimientos por la visibilidad de personas LGBT y las revueltas de Stonewall, así como la relajación en las jurisdicciones sobre la pornografía, se permitió la circulación abierta de revistas pornográficas para hombres gay sin necesidad de pretensiones, con un contenido más explícito, más fotografías, impresas a color y en un formato más grande. En esta corriente aparecen revistas como Blueboy (1974) fundada por Donald Embider y surge la editorial Modernismo Publications, Ltd. (1974) con títulos como Mandate, Playguy y Honcho. En el año de 1973, tomando el nombre de la revista Playboy como base, aparece la revista Playgirl con un enfoque femenino sobre la pornografía para mujeres,  dando un nuevo significado al desnudo masculino en las revistas de consumo masivo.
En los años 1980 y  los años 1990 las revistas beefcake experimentaron un resurgimiento debido al incremento en el interés por la cultura masculina de gimnasio y cierta nostalgia. Aparecen varios títulos como Men's Workout, Exercise for Men Only, y Men's Exercise; este tipo de revistas son principalmente visuales con muchas fotografías en contraste con las revistas de fitness como Men's Health o Men's Fitness cuyo formato tiene mucho más texto y contenidos editoriales de sobre distintos temas sociales y políticos. Algunos fotógrafos importantes de la nueva fotografía fitness fueron Robert Mapplethorpe, Herb Ritts y Ken Haak. La editorial Taschen, bajo la edición de Dian Hanson, contribuyó al resurgimiento en el interés popular por las revistas beefcake y fotógrafos como Bob Mizer en los años 2000 y 2010. En el año 2019, luego de su última publicación en 1990,  se relanza Physique Pictorial como una publicación de fotografía artística gay bajo la dirección de la Bob Mizer Foundation.

## Revistas
Revistas de formato grande
- Beach Adonis
- Demi-Gods
- Face and Physique
- Mr. America
- Muscle Boy
- Muscles a Go-Go
- Teen Torso
- Tomorrow's Man Special
- Young Physique (US, 1958 - 1969) La más popular de todas disponible en toda EE. UU. Tenía un póster desplegable como el de Playboy.

Revistas de bolsillo
- Adonis
- Apollon
- Art and Physique
- Body Beautiful
- Fizeek Art Quarterly
- Grecian Guild Pictorial
- Gym
- Jr.
- Male Figure
- Male Pix
- Man Alive
- Manorama
- Manual
- Man's World
- Mars
- Muscle Teens
- Muscles
- 101 Boys Art
- Physique Illustrated
- Physique Pictorial
- Scan
- The Male Figure
- Tomorrow's Man
- Trim
- Vim